# Čeboksarská vodní elektrárna
Čeboksarská vodní elektrárna (rusky Чебоксарская ГЭС) je vodní dílo na řece Volha. Je součástí Volžsko-kamské kaskády.

## Všeobecné informace
Stavba celého systému vodního díla probíhala v letech 1969 až 1986. Celková délka hrází je 4,5 km. Vodní elektrárna o délce 549 m má 18 jednotek s Kaplanovými turbínami o průměru 10 m, které pracují na spádu 14 m.
Od začátku provozu elektrárna vyrábí více než 2 miliardy kilowatthodin elektřiny ročně.
Spojení mezi výkonem vodní elektrárny a Jednotným energetickým systémem Ruska je zajišťována vedením o napětí 220 kV a 500 kV.
Od počátku uvedení do provozu elektrárna nepracuje v optimálním režimu při projektovaném spádu 19 m.

## Historie vodního díla
Na počátku dějin elektrárny je vznik projektu Velká Volha, který byl v hrubých rysech schválen ústředními orgány Sovětského svazu v roce 1931. Volha se měla stát součástí vydlážděného kanálu spojujícího Kaspické jezero s Černým, Baltským a Bílým mořem. Návrhy jednotlivých hydroenergetických bodů soustavy se během času měnily, ale stupeň u města Čeboksary byl vždy součástí všech variant.
Po dostavbě vodního díla Kujbyšev (Žiguljevská vodní elektrárna) vznikla na základě uvolněných lidských zdrojů pobočka pro řízení projektu Čeboksarského vodního díla.
Pro předpoklad nadmořské výšky pracovní hladiny 68 m byly v projektu zapracovány instalace 32 horizontálních turbín o výkonu 51,2 MW podle vzoru turbín v Saratovské elektrárně. V konečné verzi projektu, schváleném Radou ministrů 22. ledna 1967 však došlo k přehodnocení ve prospěch vertikálního řešení.
Investiční i lidské zdroje byly v sedmdesátých letech v oblasti hydroenergetiky převedeny ve velké míře na Sibiř a tak byla výstavba v neustálém zpoždění oproti plánu. K překrytí Volhy došlo až začátkem listopadu 1980. 31. prosince 1981 byl spuštěn při kótě hladiny 61 m n. m. první hydroagregát. Aby byla zajištěna plavba vodním systémem Čeboksary, byla na jaře 1981 nádrž naplněna na kótu 63 m n. m., což je ale stále o pět metrů níže než stanovil původní projekt. Ke zvýšení hladiny na úroveň, která by zajišťovala optimální provoz při plném výkonu již později nedošlo. Do roku 1986 bylo zprovozněno všech 18 jednotek při nedostatečném spádu.

## Problémy provozu
Hladinou přehradní nádrže probíhají hranice většího počtu administrativních celků s rozdílným poměrem zisku a škod z činnosti vodního díla. Rozdílný charakter břehů řeky na západní a východní straně způsobuje odlišný plošný zásah zadrženou hladinou. Z toho plynou již od začátku osmdesátých let komplikace, vedoucí k blokování dalšího napouštění nádrže. Od devadesátých let blokují další zvedání hladiny ještě ekologické studie a protesty. Objevuje se i vliv náboženský, opírající se o nebezpečí hrozící podmáčením historických katedrál.
Od prvního uvedení do provozu pracují turbíny na spádu 14 m místo projektovaných 19 m, pro které byly navrženy obří Kaplanovy turbíny. Většina turbín pracuje při fixovaných lopatkách při režimu běžné vrtule bez možnosti dostatečné regulace. Výkon je tak snížen nejen ztrátou na spádu, ale i nižší účinností turbíny. Provoz mimo optimální režim způsobuje rychlejší opotřebení.  

## Budoucnost
Rovnováha mezi doporučeními a opozicí způsobila patovou situaci. K obhajobě zvýšení hladiny se přidává i lodní doprava a větší samočisticí schopnost hlubší vody. V roce 2019 však ještě není rozhodnuto.